# Campitelli
Campitelli es el décimo rione de Roma, indicado como R. X.
Con solo 693 habitantes, es el rione menos poblado de Roma. Desde hace tiempo la zona se caracteriza por la importancia de sus edificios institucionales, lugares arqueológicos y museos, con poco espacio para edificios residenciales.
Su nombre procede de "Capitolium", lugar en el que se situaba el templo más importante de la Roma antigua, el de la tríada capitolina de Júpiter, Juno y Minerva. Según otras opiniones, teniendo en cuenta la difusión del topónimo "Campitelli" fuera de la ciudad de Roma, la etimología procedería de Campus Telluris, es decir campo de tierra.; también es probable que el término proceda de Campus minor, denominación con la que se conocía la zona ya en el siglo I a. C., según lo testimonió Catulo.

## Símbolos
En el escudo del rione está la cabeza negra de un dragón sobre fondo blanco. La elección de este símbolo se debe a la leyenda según la cual el papa Silvestre I cazó un dragón que infestaba el Foro Romano.

## Límites
- Pigna: Via San Marco y Piazza San Marco
- Trevi: Piazza Madonna di Loreto
- Monti: Via dei Fori imperiali
- Celio: Via di San Gregorio
- Ripa: Via dei Cerchi, Piazza Santa Anastasia, Via di San Teodoro, Via dei Fienili, Piazza della Consolazione, Vico Jugario, Via di Monte Caprino
- Sant'Angelo: Via Montanara, Piazza di Campitelli, Via Cavalletti, Via dei Delfini, Piazza Margana, Vicolo Margana, Via dell'Aracoeli

## Lugares de interés
- Campidoglio
- Foro Romano
- Palatino

## Plazas
- Piazza del Campidoglio
- Piazza Venezia
- Piazza di Campitelli

## Calles
- Via del Campidoglio
- Via della Consolazione
- Via della Curia
- Via dei Fori Imperiali
- Via Sacra
- Via di Tor Margana

## Arquitectura religiosa
- Santa Maria in Aracoeli
- Basílica de Santa Francesca Romana
- San Bonaventura al Palatino
- San Sebastiano al Palatino
- Santi Cosma e Damiano
- San Lorenzo in Miranda
- Iglesia de Santa Maria Antiqua
- Santi Luca e Martina
- San Giuseppe dei Falegnami
- Santa Maria Annunziata a Tor de' Specchi
- Santa Maria della Consolazione
- San Teodoro
- Sant'Anastasia al Palatino
- Chiesa di San Biagio de Mercato (desconsagrada)
- Sant'Adriano al Foro Romano (desconsagrada)
- Santa Maria Liberatrice al Foro Romano (desaparecida)
- Santi Venanzio e Ansovino (desaparecida)
- Santi Sergio e Bacco al Foro Romano (desaparecida)

## Museos
- Musei Capitolini
- Museo centrale del Risorgimento

## Edificios
- Palazzo Nuovo
- Palazzo Senatorio
- Palazzo dei Conservatori

## Restos de la antigua Roma
- Carcere Mamertino
- Casa delle Vestali
- Domus Augustana
- Domus Flavia
- Domus Severiana
- Stadio Palatino
- Insula Romana
- Curia
- Palazzo di Domiziano

### Templo
- Templo de Antonino y Faustina
- Templo de Cástor y Pólux
- Tempio del Divo Giulio
- Tempio del Divo Romolo
- Tempio di Venere e Roma
- Tempio di Vesta

### Basílicas
- Basilica di Massenzio
- Basílica Giulia

### Arcos y columnas
- Arco de Septimio Severo
- Arco de Tito
- Colonna di Foca

## Otros monumentos
- Cordonata Capitolina
- Marforio
- Lapis niger